# Richard Draemert
Richard Draemert (* 24. Juni 1880 in Berlin; † 5. August 1957 Berlin-Zehlendorf) war ein Berliner Politiker (SPD).

## Leben

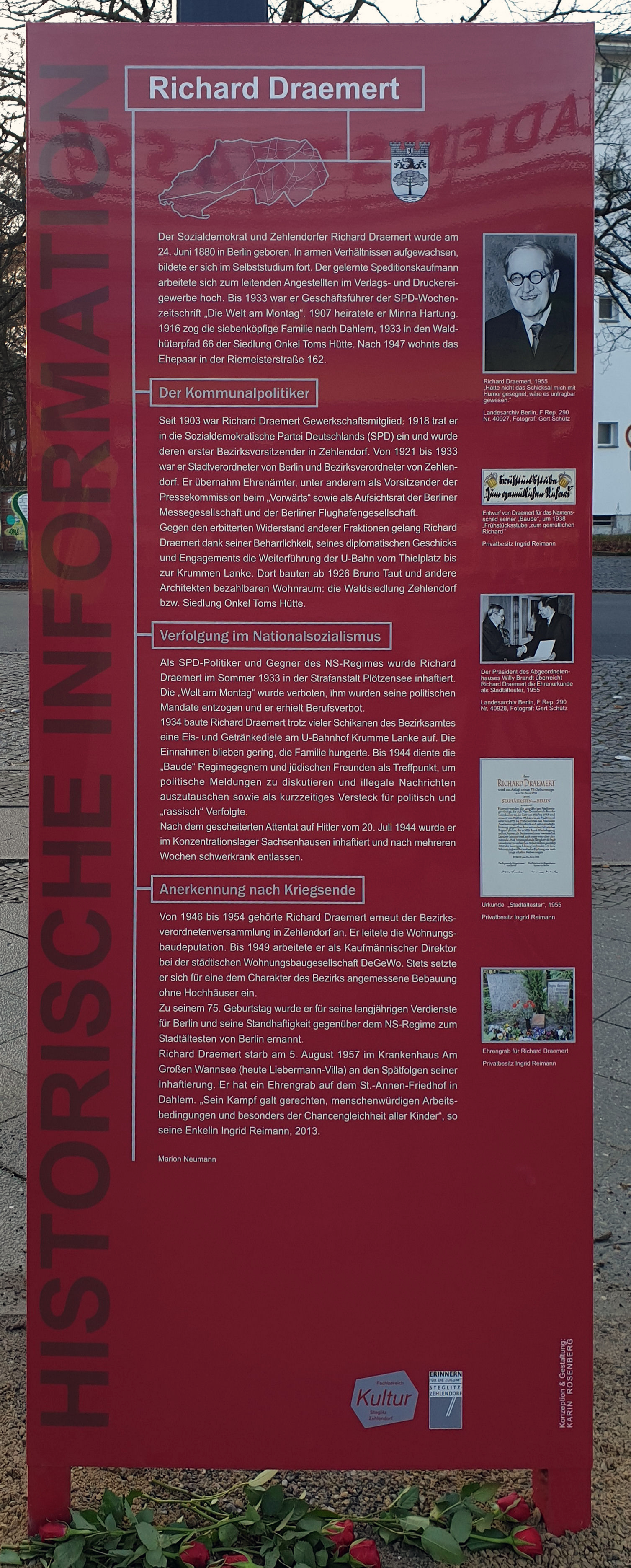
Gedenktafel, Onkel-Tom-Straße 99, in Berlin-Zehlendorf

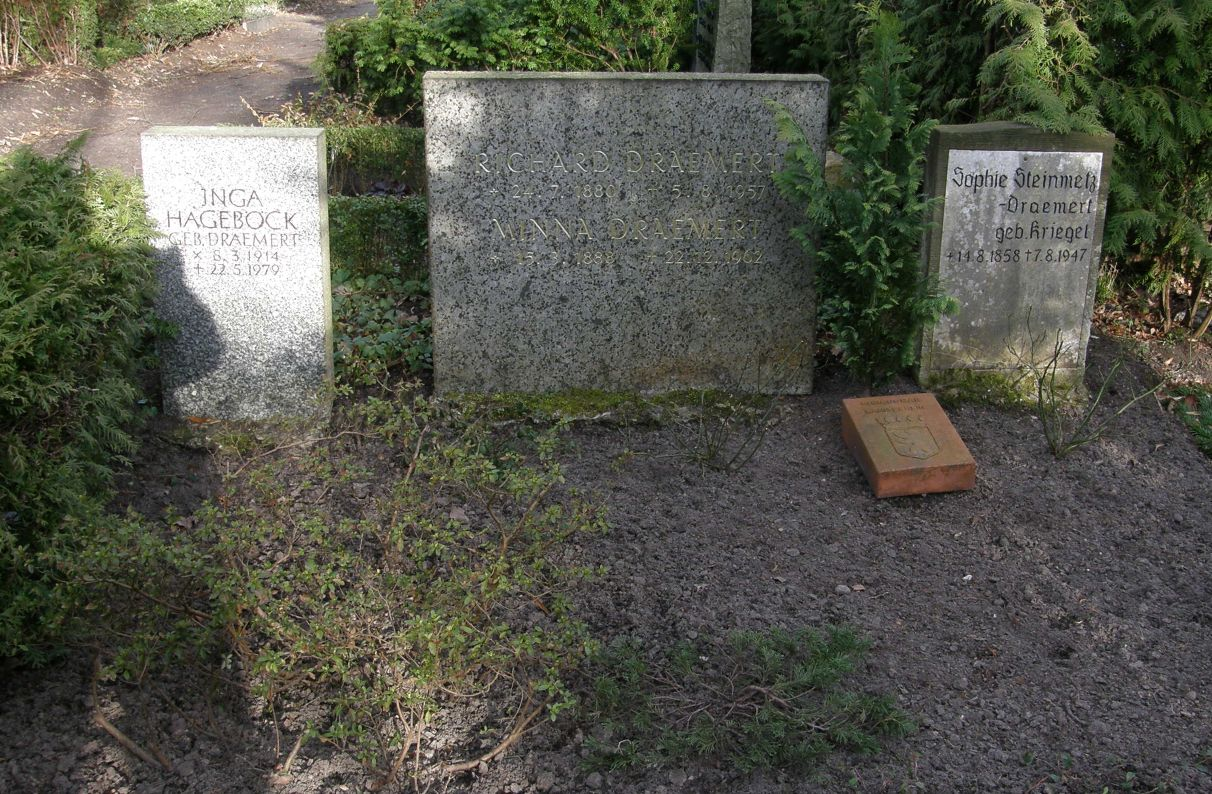
Ehrengrab von Richard Draemert auf dem Friedhof Dahlem

Richard Draemert stammte aus einfachsten Verhältnissen, wurde zunächst Speditionskaufmann und trat 1903 der Gewerkschaft bei. Unmittelbar nach dem Ersten Weltkrieg trat er in die SPD ein und wurde deren erster Bezirksvorsitzender in Berlin-Zehlendorf.
Seit 1907 war er mit Minna Hartung (1888–1962) verheiratet.
Von 1921 bis 1933 war er Abgeordneter in der Berliner Stadtverordnetenversammlung und gleichzeitig Bezirksverordneter in Zehlendorf. Als Stadtverordneter gehörte er unter anderem dem Aufsichtsrat der Berliner Messegesellschaft und der Berliner Flughafengesellschaft an. Die Verlängerung der U-Bahn bis zum U-Bahnhof Krumme Lanke und der Bau der Onkel-Tom-Siedlung wird maßgeblich auf Draemerts Einsatz zurückgeführt.
Als Verlagskaufmann stieg er in leitende Positionen auf und war alleiniger Geschäftsführer der Wochenzeitschrift Die Welt am Montag, bis diese im März 1933 als letzte sozialdemokratische Zeitung verboten wurde.
Schon 1933 wurde Draemert im Gefängnis Plötzensee in Schutzhaft genommen. Anschließend betrieb er ab 1934 eine Eisdiele beim U-Bahnhof Krumme Lanke und war ab 1940 Mitarbeiter der degewo, deren kaufmännischer Direktor er nach dem Krieg wurde.
1944 wurde er erneut verhaftet und überlebte das KZ Sachsenhausen nur knapp. Von 1946 bis 1954 gehörte Draemert erneut der Zehlendorfer Bezirksverordnetenversammlung an.

## Ehrungen
An seinem 75. Geburtstag wurde er mit dem Ehrentitel eines Stadtältesten von Berlin geehrt.
Im Jahr 2007 beschloss die Bezirksverordnetenversammlung Steglitz-Zehlendorf die Aufnahme Draemerts in die Liste derer, nach denen Straßen oder Plätze benannt werden sollen. Zur Benennung wurde inzwischen der Platz vor dem U-Bahnhof Onkel Toms Hütte in Aussicht genommen.
Sein Grab auf dem Friedhof Dahlem ist ein Ehrengrab des Landes Berlin (Feld 007 Nr. 203).
Am 20. Dezember 2019 wurde vor dem U-Bahnhof Onkel Toms Hütte in Berlin-Zehlendorf, Onkel-Tom-Straße 99, eine Gedenktafel enthüllt.